# Zowuni
Zowuni – wieś w Armenii, w prowincji Kotajk. W 2011 roku liczyła 5479 mieszkańców.